# Henry Draper Catalogue

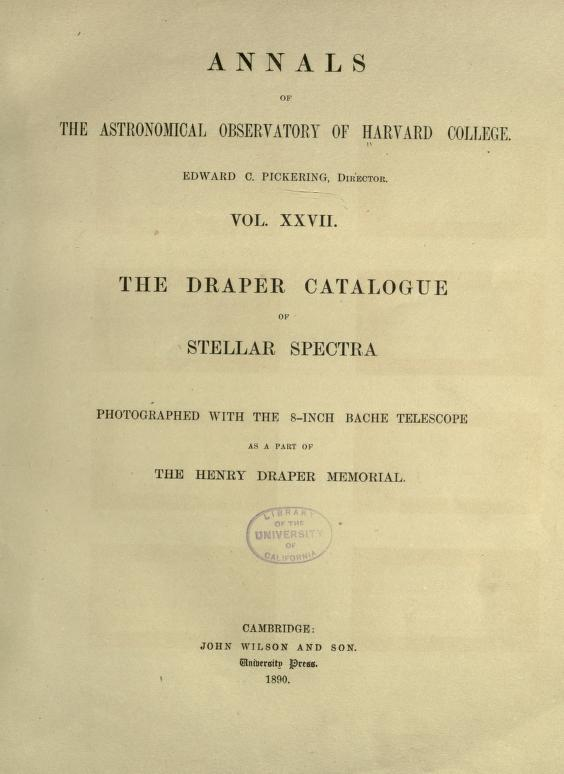
Portada del catàleg publicat el 1890.

El Henry Draper Catalogue (HD) és un catàleg estel·lar amb dades astromètriques i espectroscòpiques de més de 225.000 estrelles. Fou publicat entre 1918 i 1924 per Annie Jump Cannon i els seus col·laboradors a l'observatori de Harvard, sota la supervisió d'Edward Pickering. El 1949 es publicà una ampliació del catàleg (Henry Draper Catalogue Extension, HDE) amb 135.000 estrelles més.
Deu el seu nom a l'astrònom Henry Draper, ja que la vídua va donar els diners requerit per finançar el projecte. Les estrelles del catàleg són de magnitud mitjana, fins a aproximadament la magnitud 9. Cobreix tot el cel i fou el primer projecte a gran escala per catalogar els tipus espectrals, a més de la posició. Les estrelles es designen amb les lletres HD seguides per un nombre entre 1 i 225301 (fins a 359083 amb l'ampliació) per ordre d'ascensió recta per a l'època 1900.0 i sense referència a les constel·lacions; per exemple HD 124897 (que correspon a Arcturus, α Bootis en la nomenclatura de Bayer). Actualment la classificació HD s'utilitza a bastament per a totes les estrelles que no disposen de designació de Bayer o de Flamsteed.
Les estrelles contingudes a l'ampliació haurien de dur la designació HDE, però com que el número assegura que no hi pot haver confusió, és habitual anomenar-les també amb les lletres HD. L'agost de 2017, el catàleg contenia 359.083 estrelles.